# Mats Letén
Mats Letén, født 1949, er en dansk tegner, illustrator og børnebogsforfatter.